# Meritites A
Meritites A je bila princeza drevnoga Egipta. Živjela je tijekom 4. dinastije. Njezino ime znači "voljena od svog oca".

## Životopis
Meritites je bila kćer faraona Kufua i njegove polusestre, kraljice Meritites I. Nazvana je po svojoj majci. Bila je mlađa sestra krunskog princa Kauaba, polusestra faraona Džedefre i Kafre te poluteta faraona Menkaure. Njezina sestra Heteferes II. je bila vrlo dugovječna žena. Uz nju, Meritites je imala još jednu sestru i dvojicu braće osim Kauaba.
Naslov princeze Meritites je bio jednostavan - "kraljeva kćer od njegova tijela". Bila je svećenica svog oca, te svećenica božice-krave Hator i božice rata Neit.
Meritites se udala za Akethotepa, upravitelja palače, koji je poput nje bio uključen u Kufuov kult. S njim je pokopana u mastabi G 7650 u Gizi, blizu mastabe svog polustrica Ankafa. S Akethotepom je imala nekoliko djece, a umrla je tijekom vladavine svog polubrata Kafre.

## Vanjske poveznice
|  | Zajednički poslužitelj ima još gradiva o temi Meritites A |